# 2037 Tripaxeptalis
2037 Tripaxeptalis eller 1973 UB är en asteroid i huvudbältet som upptäcktes den 25 oktober 1973 av den Schweiziska astronomen Paul Wild vid Observatorium Zimmerwald. Den har fått sitt namn efter 679 Pax och 291 Alice, då 3 × 679 = 2037 och även 7 × 291 = 2037.
Asteroiden har en diameter på ungefär 5 km.